# Parc Georges-Pompidou
Le parc Georges-Pompidou est un parc urbain de 5,5 hectares d'un seul tenant, situé à Grenoble.
Il a été édifié à l'emplacement de l'ancienne caserne de gendarmerie Reyniès-Bayard, entre rue Léo Lagrange et la rue Général Mangin. En juin 2023, le site a été utilisé pour
accueillir une partie des animations de la fête des Tuiles organisée par la ville de Grenoble.

## Situation, accès et aménagement

### Situation et accès
Le parc, situé au centre du territoire communal grenoblois, aux confins des quartiers Capuche et Alliés-Alpins est essentiellement accessible par la ligne C du tramway de Grenoble (station Foch-Ferrié) ainsi que par diverses lignes d'autobus dont les lignes chrono C3 (arrêts Capuche) et C5 (arrêt MIN) ainsi que les lignes proximo 16 et 25.

### Aménagement
Le pourtour du parc est réservé aux activités sportives, avec un terrain de basket et un terrain de jeux de boules mais également d'une aire de jeux destinée aux enfants. Un « Handiparc », une aire de jeux aménagé pour les enfants en situation de handicap a été installé dans le parc. Ces enfants peuvent ainsi pratiquer des activités ludiques.

## Historique
C'est un des parcs les plus récents aménagé à Grenoble. Il a été inauguré en 1987 en grande partie sur l'emplacement de l'ancienne caserne de gendarmerie Reyniès-Bayard. 
L'alignement de platanes qui ombrageait la place d'armes de cette ancienne caserne subsiste toujours et a été le point de départ de la composition paysagère du concepteur Daniel Jarry.
En juin 2023, le parc Georges-Pompidou accueille des stands de la fête des Tuiles, organisé par la ville de Grenoble. A cette occasion, le plasticien Olivier Grossetête fait ériger une œuvre éphémère en carton avec la participation des habitants. Cette construction a été présentée comme une réplique du Palais du Parlement de Grenoble.

## Biodiversité
Le bassin central composé de rochers artificiels avec une fontaine réalisée par le sculpteur Marc Couturier La mare dite « pédagogique » héberge des carpes koïs et des calicos japonais.
La flore est variée, cèdres, cyprès d'Italie, pins noirs d'Autriche et des peupliers.